# Circuito de Guecho 2013
El 68º Circuito de Guecho (13º Memorial Ricardo Otxoa) se disputó el 31 de julio de 2013, sobre un trazado de 170 km. Dicho recorrido consistió en el tradicional circuito urbano de 17 km al que se le dieron 10 vueltas, incluyendo los pequeños cambios establecidos desde la edición del 2011.

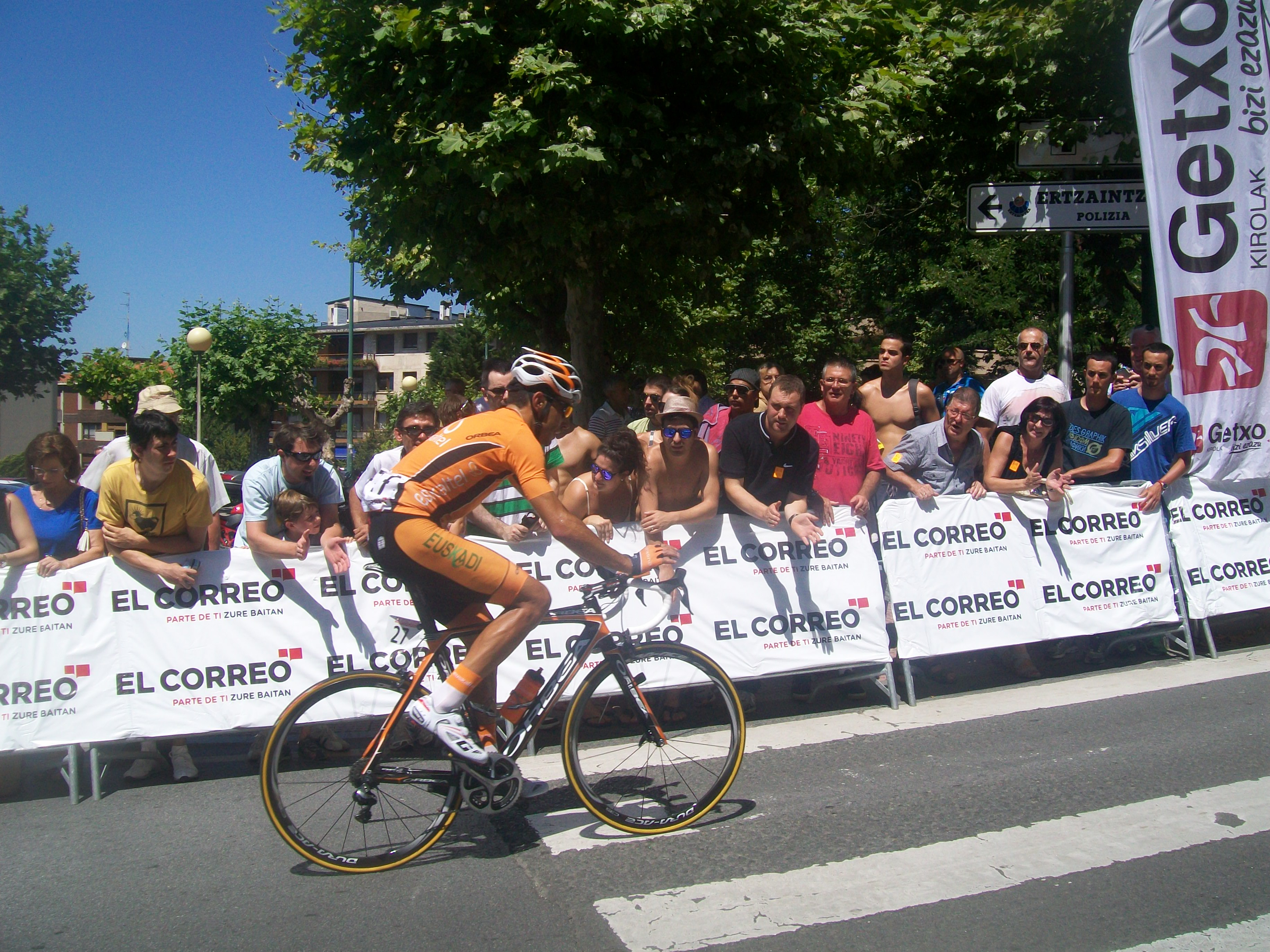
Juan José Lobato en los metros finales.

La prueba perteneció al UCI Europe Tour 2012-2013 de los Circuitos Continentales UCI, dentro de la categoría 1.1.
Participaron 12 equipos. Los 2 equipos españoles de categoría UCI ProTeam (Movistar Team y Euskaltel Euskadi); el único de categoría Profesional Continental (Caja Rural-Seguros RGA); y los 2 de categoría Continental (Burgos BH-Castilla y León y Euskadi). En cuanto a representación extranjera, estuvieron 7 equipos: los Profesionales Continentales del Cofidis, Solutions Crédits, Saur-Sojasun, Bretagne-Séché Environnement y Androni Giocattoli-Venezuela; y los Continentales del 472-Colombia, Lokosphinx y Banco BIC-Carmim. Formando así un pelotón de 108 ciclistas con entre 6 (Lokosphinx) y 10 corredores cada equipo, de los que acabaron 91.
El ganador final fue Juan José Lobato, consiguiendo así su segunda victoria en esta competición después de haberla ganado en 2011, imponiéndose con gran autoridad a Armindo Fonseca y Egoitz García (vencedor de la clasificación de los euskaldunes), respectivamente, que encabezaron un pequeño grupo perseguidor que llegó a 4 segundos.
En las otras clasificaciones se impusieron Omar Fraile (montaña), Erwann Corbel (neoprofesionales) y Bretagne-Séché Environnement (equipos).

## Clasificación final

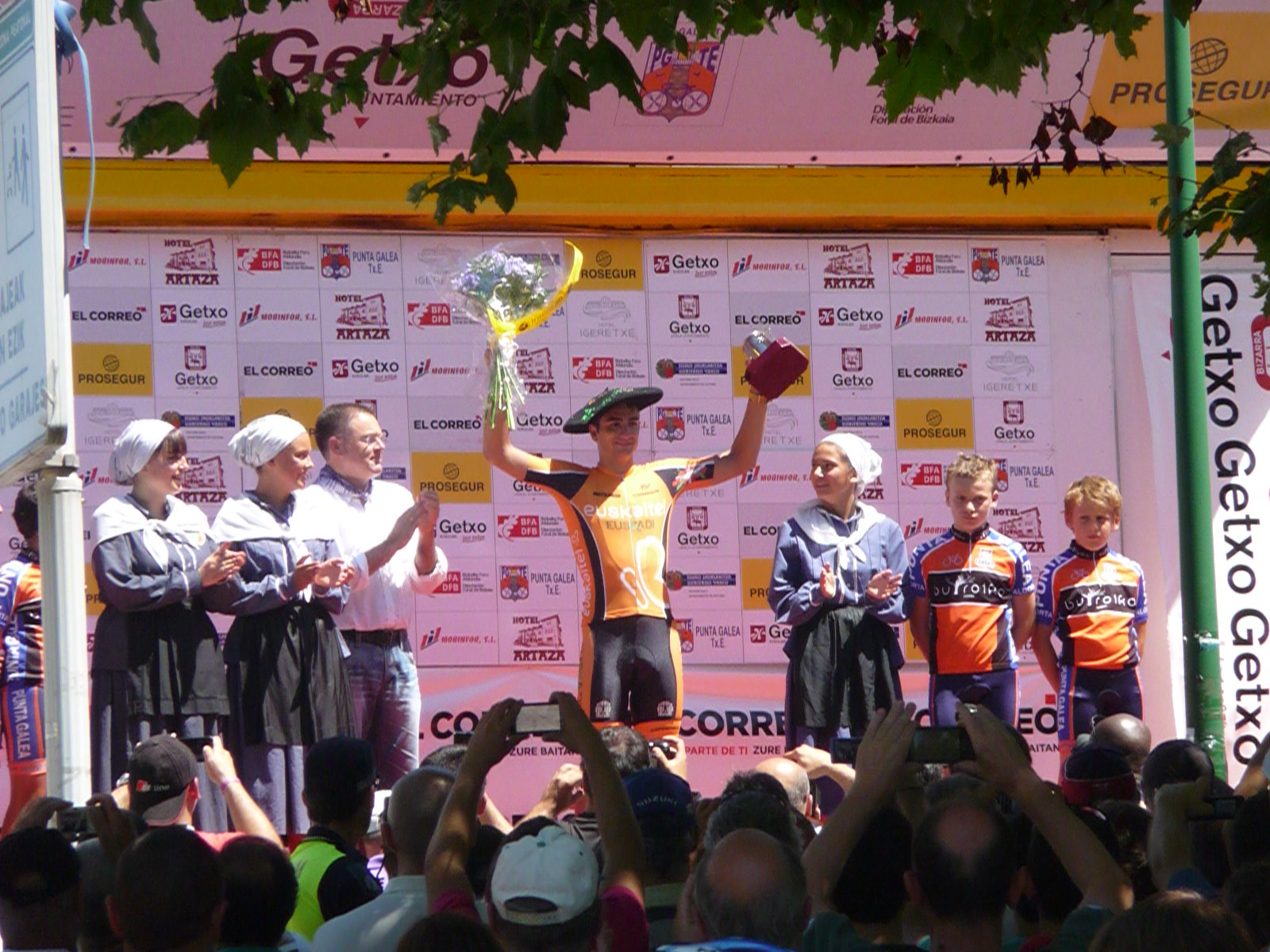
Juan José Lobato en el pódium.

| \| Posición \| Ciclista \| Equipo \| Tiempo \| \| -------- \| ------------------- \| ---------------------------- \| -------------- \| \| 1. \| Juan José Lobato \| Euskaltel Euskadi \| 3 h 51 min 8 s \| \| 2. \| Armindo Fonseca \| Bretagne-Séché Environnement \| a 4 s \| \| 3. \| Egoitz García \| Cofidis, Solutions Crédits \| m.t. \| \| 4. \| Danail Petrov \| Caja Rural-Seguros RGA \| m.t. \| \| 5. \| Diego Ochoa \| 472-Colombia \| m.t. \| \| 6. \| Fabio Felline \| Androni Giocattoli-Venezuela \| a 9 s \| \| 7. \| Rubén Pérez \| Euskaltel Euskadi \| m.t. \| \| 8. \| Erwann Corbel \| Bretagne-Séché Environnement \| a 14 s \| \| 9. \| Alessandro Malaguti \| Androni Giocattoli-Venezuela \| m.t. \| \| 10. \| Eduardo Sepúlveda \| Bretagne-Séché Environnement \| m.t. \| |                     |                              |                |
| Posición | Ciclista            | Equipo                       | Tiempo         |
| 1. | Juan José Lobato    | Euskaltel Euskadi            | 3 h 51 min 8 s |
| 2. | Armindo Fonseca     | Bretagne-Séché Environnement | a 4 s          |
| 3. | Egoitz García       | Cofidis, Solutions Crédits   | m.t.           |
| 4. | Danail Petrov       | Caja Rural-Seguros RGA       | m.t.           |
| 5. | Diego Ochoa         | 472-Colombia                 | m.t.           |
| 6. | Fabio Felline       | Androni Giocattoli-Venezuela | a 9 s          |
| 7. | Rubén Pérez         | Euskaltel Euskadi            | m.t.           |
| 8. | Erwann Corbel       | Bretagne-Séché Environnement | a 14 s         |
| 9. | Alessandro Malaguti | Androni Giocattoli-Venezuela | m.t.           |
| 10. | Eduardo Sepúlveda   | Bretagne-Séché Environnement | m.t.           |